# Jeremy Hammond
Jeremy Hammond (Chicago, 8 gennaio 1985) è un attivista e hacker statunitense.
Nel novembre 2013 è stato accusato e condannato a scontare 10 anni di prigione federale per aver violato la sicurezza dei sistemi dell'agenzia di intelligence Stratfor e aver fatto trapelare la fuga di notizie attraverso il sito WikiLeaks.

## Biografia
Hammond è cresciuto nei sobborghi Chicago, con il suo fratello gemello Jason e il padre.. A dieci anni ha iniziato a programmare in QBasic su un portatile in bianco e nero da 10 Mhz che girava con Ms-Dos6 e Windows 3.1.. Alle scuola superiori ha frequentato le riunioni locali di 2600, rendendosi conto però che gli altri hacker erano dei white hat con un credo politico diametralmente opposto al suo. Tuttavia, considerandosi prima di tutto un hacker, ha continuato a partecipare con piacere a quegli incontri Durante le superiori ha inoltre organizzato uno sciopero degli studenti il giorno dell'invasione dell'Iraq..
Ha inoltre sviluppato il sito Hack This Site, che in due anni ha raggiunto oltre 100 mila iscritti.

## Caso Stratfor
Il 5 marzo 2012 Hammond fu arrestato dagli agenti dell'FBI nella periferia di Chicago per attività legate all'intercettazione di email dell'agenzia Stratfor. Il rinvio a giudizio fu disposto il giorno seguente nella corte distrettuale federale di Lower Manhattan. Hammond fu uno dei sei incriminati per il fatto. Gli arresti furono resi possibili prevalentemente da Hector Xavier Monsegur, un ex-membro di Anonymous, e capo di LulzSec, divenuto informatore dell'FBI, anche noto come "Sabu".
Il caso fu perseguito dagli uffici di Preet Bharara, capo legale del Distretto Sud di New York. Hammond fu rappresentato dal legale Elizabeth Fink, un "avvocato agitatore" con la National Lawyers Guild nota per aver vinto un compenso di 8 milioni di dollari contro il governo di New York per conto degli ex-detenuti della rivolta della prigione di Attica.
Nel novembre 2012, dopo essere stato trattenuto per otto mesi senza processo, a Hammond fu negato il rilascio su cauzione dal giudice Loretta A. Preska, da cui fu avvisato di stare rischiando l'ergastolo.
Nel febbraio 2013 la difesa presentò una mozione al Giudice Presidente Preska di rinunciare all'incarico alla luce del fatto che al di lei marito, Thomas, Kavaler, era intestato uno degli indirizzi e-mail resi pubblici dai leaks di Stratfor e peraltro aveva rapporti lavorativi con clienti di Stratfor che erano stati colpiti dalla fuga di notizie. La squadra legale di Hammond dichiarò che la natura di Kavaler "sia di vittima del presunto crimine dell'accusato che di difensore legale di numerose altre vittime creava un'apparenza di parzialità troppo forte per essere ignorata, rendendo necessaria la di lei squalifica" in quanto inadatta all'incarico. Il 21 febbraio 2013 il Giudice Preska negò la richiesta di rinuncia, in quanto suo marito non aveva memoria di aver sottoscritto la mailing list di Stratfor e l'unica sua informazione divulgata era l'indirizzo e-mail pubblico di lavoro e sulla base del fatto che la presunta strategia legale di Hammond fosse di ottenere la rinuncia da parte di qualsiasi giudice fino a che non fossero rimasti più giudici idonei a portare in giudizio il caso.
Il 15 novembre 2013, dopo aver dichiarato colpevolezza riguardo al coinvolgimento nell'operazione, Hammond fu condannato al massimo della pena, di dieci anni di detenzione, seguiti da altri tre di libertà vigilata, ai sensi del Computer Fraud and Abuse Act, una legge anti-hacking scritta nel 1984 (prima che Internet venisse inventato), da molti ritenuta  troppo stringente, vaga, sorpassata e prona all'abuso. La Electronic Frontier Foundation chiede da tempo che la legge venga aggiornata e migliorata. Hammond ha scontato la sua pena nel Federal Correctional Institution di Manchester, Kentucky, fino al 18 Novembre 2020.
Nella sua dichiarazione di colpevolezza, Hammond disse di essere stato inconsapevole delle vulnerabilità di Stratfor fino a quando non gli furono rese note da Sabu, che al tempo era "sotto la supervisione dell'FBI" secondo l'imputazione sigillata dell'FBI archiviata contro Hammond.